# Flagge Tatarstans

Flagge Tatarstans
Seitenverhältnis 1:2

Die Flagge Tatarstans zeigt ein Grün-Rot gestreiftes Tuch, in dessen Mitte sich ein schmaler weißer Streifen befindet, der 1/15 der Breite beträgt. Das Design wurde durch den tatarischen Künstler Tavil Giniatovich Haziakhmetov entworfen und 1991 im Rahmen eines Flaggenwettbewerbs ausgewählt. Sie entspricht den Farben der Flagge der Türkischen Gemeinschaft „Wolga-Ural“.
Die Farben bedeuten Folgendes:
- Grün steht für die Natur und die Wiedergeburt.
- Rot symbolisiert die Reife, die Stärke, die Energie und das Leben.
- Weiß steht für die Reinheit.

Die Flagge Tatarstans wurde am 29. November 1991 offiziell angenommen.